# Antônio Machado Botelho Sobrinho
Antônio Machado Botelho Sobrinho, primeiro e único barão de Macabu, (Santa Maria Madalena, 1827 – Santa Maria Madalena, 14 de março de 1908) foi um proprietário rural brasileiro, com terras na região de Santa Maria Madalena.

## Biografia

Armas do barão de Macabu.

Filho de João de Sousa Botelho e de Maria Joaquina de Jesus, era seu avô paterno o açoriano João Machado Botelho de Sousa, patriarca dos Machado Botelho no Brasil e de quem o barão herdou suas terras na região serrana fluminense.
Elevado a barão por decreto de 7 de dezembro de 1881